# Caprella astericola
Caprella astericola is een vlokreeftensoort uit de familie van de Caprellidae. De wetenschappelijke naam van de soort is voor het eerst geldig gepubliceerd in 1973 door Jankowski & Vassilenko.